# Кувейт на Олимпийских играх
Кувейт впервые принял участие в Олимпийских играх в 1968 году. По состоянию на 2023 год, Кувейт участвовал в 14 летних Олимпийских играх, но никогда не принимал участие в зимних Олимпийских играх. На летних Олимпийских играх 2000 года и летних Олимпийских играх 2012 года в Лондоне кувейтский спортсмен Фехаид Аль-Дихани завоевал в стрельбе первые олимпийские медали для своей страны в дубль-трапе и трапе соответственно.
Национальный Олимпийский комитет Кувейта был основан в 1957 году, а признан Международным олимпийским комитетом в 1966 году.
1 января 2010 года МОК дисквалифицировал Кувейт со всех своих соревнований из-за вмешательства государства в спорте, и его спортсмены не могут представлять эту страну. Впоследствии дисквалификация была отменена, а спортсмены Кувейта смогли принять участие в летних Играх 2012 года в Лондоне под флагом своей страны. Однако в 2015 году Кувейт вновь был отстранён от участия в Играх, в результате чего на летних Играх 2016 года в Рио-де-Жанейро выступала сборная Независимых олимпийских спортсменов.
| Медаль | Спортсмен          | Вид спорта | Дисциплина | Игры        |
| ------ | ------------------ | ---------- | ---------- | ----------- |
| Бронза | Фехаид Аль-Дихани  | Стрельба   | Дубль-трап | 2000 Сидней |
| Бронза | Фехаид Аль-Дихани  | Стрельба   | Трап       | 2012 Лондон |
| Бронза | Абдулла Аль-Рашиди | Стрельба   | Скит       | 2020 Токио  |

## Медальный зачёт
| Игры                | Спортсменов         | Золото              | Серебро             | Бронза              | Всего               | Место               |
| ------------------- | ------------------- | ------------------- | ------------------- | ------------------- | ------------------- | ------------------- |
| 1968 Мехико         | 2                   | 0                   | 0                   | 0                   | 0                   | —                   |
| 1972 Мюнхен         | 4                   | 0                   | 0                   | 0                   | 0                   | —                   |
| 1976 Монреаль       | 15                  | 0                   | 0                   | 0                   | 0                   | —                   |
| 1980 Москва         | 56                  | 0                   | 0                   | 0                   | 0                   | —                   |
| 1984 Лос-Анджелес   | 23                  | 0                   | 0                   | 0                   | 0                   | —                   |
| 1988 Сеул           | 25                  | 0                   | 0                   | 0                   | 0                   | —                   |
| 1992 Барселона      | 32                  | 0                   | 0                   | 0                   | 0                   | —                   |
| 1996 Атланта        | 25                  | 0                   | 0                   | 0                   | 0                   | —                   |
| 2000 Сидней         | 29                  | 0                   | 0                   | 1                   | 1                   | 71                  |
| 2004 Афины          | 11                  | 0                   | 0                   | 0                   | 0                   | —                   |
| 2008 Пекин          | 8                   | 0                   | 0                   | 0                   | 0                   | —                   |
| 2012 Лондон         | 10                  | 0                   | 0                   | 1                   | 1                   | 79                  |
| 2016 Рио-де-Жанейро | не принимал участие | не принимал участие | не принимал участие | не принимал участие | не принимал участие | не принимал участие |
| 2020 Токио          | 10                  | 0                   | 0                   | 1                   | 1                   | 86                  |
| 2024 Париж          | —                   |                     |                     |                     |                     | —                   |
| Всего               | Всего               | 0                   | 0                   | 3                   | 3                   |                     |

### Медали по летним видам спорта
| Вид спорта | Золото | Серебро | Бронза | Всего |
| ---------- | ------ | ------- | ------ | ----- |
| Стрельба   | 0      | 0       | 3      | 3     |
| Всего      | 0      | 0       | 3      | 3     |